# Philip Gröning
Philip Gröning (nascut el 7 d'abril de 1959 a Düsseldorf) és un director, realitzador de documentals i guionista alemany.

## Carrera
Gröning es va criar a Alemanya i als Estats Units, però també va viatjar molt. Va estudiar Medicina i Psicologia abans de començar al cinema amb una mica d'actuació. El 1986 va començar a fer les seves pròpies pel·lícules. El seu primer documental va ser The Last Picture Taken.
El 2005 va guanyar elogis per Die große Stille. La seva pel·lícula de 2013 Die Frau des Polizisten es va projectar a la secció principal de competició del 70a Mostra Internacional de Cinema de Venècia i va guanyar el Premi Especial del Jurat.
Philip Groening va ser el president del jurat de la secció Orizzonti a la 63a Mostra Internacional de Cinema de Venècia l'any 2006, membre del principal jurat internacional del 71a Mostra Internacional de Cinema de Venècia 2014, membre del jurat del Filmfest Munic el 2009, i membre del jurat del Message of Man Festival a Sant Petersburg 2014.
És professor a l'Acadèmia de Cinema de Baden-Württemberg des de l'any 2001 i és professor a l'Escola Internacional de Cinema de Colònia.
És membre de l'Acadèmia de Cinema Alemanya, de l'Acadèmia de Cinema Europeu i de l'Acadèmia de Belles Arts de Baviera.

## Filmografia

### Com a actor
- 1984 : Nebel jagen
- 1999 : Virtual Vampire
- 2020 : Miss Marx

### Com a director
- 1988 : Summer
- 1992 : Die Terroristen!
- 1998 : Philosophie
- 2000 : L'amour, l'argent, l'amour
- 2005 : Die große Stille
- 2013 : Die Frau des Polizisten
- 2018 : Mein Bruder heißt Robert und ist ein Idiot

## Premis
- 2005 Bayerischer Filmpreis Premi al millor documental per Die große Stille.

- 2013 Festival de Cinema Europeu de Sevilla 2013 Millor actriu per Die Frau des Polizisten.

- 2014 Festival Internacional de Cinema de Vilnius 2014 Millor actriu per Die Frau des Polizisten.

- 2018 LI Festival Internacional de Cinema Fantàstic de Catalunya Premi Noves Visions al millor director per Mein Bruder heißt Robert und ist ein Idiot.[5]

- 2018 Premi Gent Explore Zone per Mein Bruder heißt Robert und ist ein Idiot.